# Béton ciré
 (février 2013).
Si vous disposez d'ouvrages ou d'articles de référence ou si vous connaissez des sites web de qualité traitant du thème abordé ici, merci de compléter l'article en donnant les références utiles à sa vérifiabilité et en les liant à la section « Notes et références ».

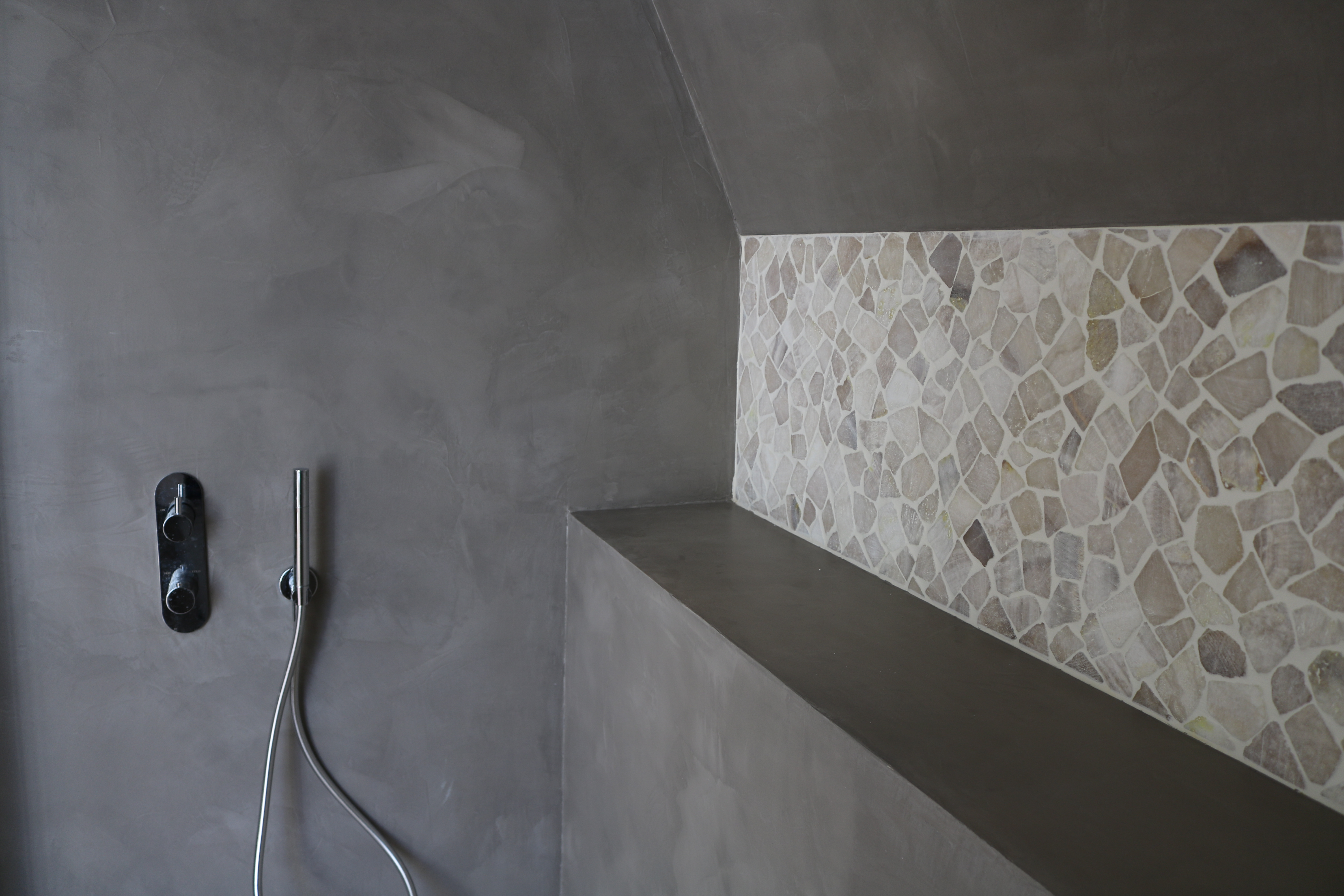
Application de béton ciré dans une salle de bain

Le béton ciré est le terme générique employé pour désigner une variété importante de techniques de décoration ayant pour finalité la réalisation d'un revêtement de sol ou d'un revêtement de mur avec un mortier ou un béton coloré par pigmentation et protégé pour en faciliter l'entretien. 
Cette terminologie s'est répandue dans le langage courant de la décoration et couvre de nombreuses sous-techniques. Les tendances architecturales et décoratives sont propices à l'utilisation de ces techniques. De même, les évolutions des ciments et de leurs adjuvants ouvrent de nouvelles perspectives à ces matériaux qui gagnent en fiabilité, performance et esthétique.
Toute une filière s'organise progressivement autour d'acteurs historiquement présents, des organismes chargés des normes techniques du bâtiment, des assureurs et des prescripteurs architectes et décorateurs qui permettent l’émergence de ces nouveaux matériaux alternatifs aux revêtements plus classiques.
Il est à noter que bien souvent le "béton" du béton ciré peut en réalité être un béton s'il est sous forme de dalle ou sera un mortier s'il est millimétrique. De même, le "ciré" est bien souvent un vernis dans la plupart des cas pour en faciliter l'entretien. 
Le langage usuel a conservé cependant l'appellation « béton ciré » en référence aux premiers sols et aux premières méthodes de protection de ce matériau minéral poreux ou micro poreux par essence.

## Historique
Les Romains avec de nombreux styles d'opus utilisent les premiers bétons pour réaliser des sols. Les ruines d’Herculanum et de Pompéi montrent les grandes variétés décoratives de ces mortiers. Ils les colorent, font des lissages, des incrustations. Les bases de ces techniques sont visibles sur ces sites comme sur les publications en ligne comme celle plus tardif de la Maison des Portiques (site Amis des Clos de la Lombarde).
Le Terrazzo et les granito sont des techniques décoratives de sols qui subsistent, héritières italiennes de ces techniques ancestrales utilisant l'incrustation de cailloux de marbre dans un mortier afin de lui confier des propriétés de résistance et un aspect décoratif après ponçage généralement.
Les autres branches utilisant les bétons et mortiers bruts ou pigmentés vont se retrouver dans deux descendants :
- le Tadelakt (Maroc) à base de chaux va se trouver utilisé dans les pièces d'eau et parfois les sols. Ce matériau est fermé au galet lors de sa prise pour réduire sa porosité et traité au savon noir régulièrement.
- le cemento alefado portugais intègre lui un saupoudrage de pigments et de ciment pur sur sa surface pour le colorer et le durcir.
Des sols en ciments se retrouvent encore sur le pourtour méditerranéen en Grèce, Espagne, ...dans des fermes et bâtiments utilitaires.
Bien souvent ces utilisations sont économiques, ce sont des sols de pièces à vivre secondaire, de pièces agricoles ou d'atelier.
La tendance loft et la restauration des friches industrielles donnent à la conservation du ciment sur le sols ses lettres de noblesse.
Le béton est aussi présent historiquement dans les sols des bâtiments industriels et utilisé pour ses qualités mécaniques. Il est laissé généralement brut par économie. 
La rénovation de ces bâtiments et leur transformation en usage d'habitation va offrir dans les années 1980 et surtout 90 les premières occasions de les rénover, colorer, protéger pour les rendre simple d'entretien. 
Il est à noter que les sols les plus pauvres comme les calades, ou les bétons, sols simples deviennent des sols haut de gamme par leur vérité, leur chaleur, leur aspect unique. Le sol en béton ciré accompagne le mouvement minimaliste, s'efface par sa simplicité pour révéler l'architecture du lieu. Il est aussi apaisant pour donner aux intérieurs occidentaux une paix qui contraste avec l'effervescence du monde contemporain.
Enfin la sobriété du béton ciré contraste avec des sols qui affichent une richesse à l’hôte comme aux invités. La maison s'intériorise en occident et le béton ciré y trouve toute sa place.
Les cires et les huiles utilisées dans les traitements de supports poreux comme le bois, la pierre naturelle ou les terres cuites sont au tout début utilisées avant d'être supplantées depuis la fin des années 1990 par les vernis.
Les fabricants de bétons, chapes, mortier vont tous proposer des formulations adaptées à des environnements spécifiques tout en cherchant à conserver une esthétique propre au béton.
Des organismes comme le CSTB donne un cadre particulier à ces revêtements. Au-delà du phénomène de mode affranchissant parfois des utilisateurs intrépides d'un cadre des documents officiels régissent les comportements attendus de ces revêtements.
La norme UPEC est un référent classique pour les sols, le détail de la notice sur le classement UPEC et Classement UPEC des locaux.

## Les professionnels et le béton ciré
Le développement de cette technique décorative est assuré par plusieurs types de professionnels qui ajoutent ces nouvelles techniques à leurs savoir-faire. Les maçons et dallagistes intègrent des saupoudrages de pigments et colorants dans les dalles. Ils utilisent aussi des matrices et empreintes souvent pour l’extérieur.
Les chapistes ajoutent aussi des techniques de finitions à leurs compétences dans la continuité des chapes, par des bétons cirés fins lissés ou coulés. Il est à noter que les chapes sont des revêtements intermédiaires, tout comme les ragréages devant être obligatoirement recouverts. En aucun cas, ils ne peuvent constituer des bétons cirés de ce fait même.
Enfin les peintres décorateurs qui maîtrisent les gestuelles des produits en deux couches par les enduits décoratifs comme la chaux ou le plâtre vont ajouter ces matériaux à leurs possibilités ce qui les amène à réaliser des sols, des mobiliers et évidemment des murs.
Les carreleurs y trouvent aussi un substitut à part entière et un complément d'activité.
Les plombiers intègrent aussi parfois dans les salles de bain ces techniques à leurs préparations d’étanchéité.
Le béton ciré est donc :
- soit une technique de finition des dalles par incorporation de quartz ou/et pigments en superficie durant son séchage et avant le lissage avec ou sans motif. Du fait de l’épaisseur légale requise ces techniques s'expriment idéalement sur les extérieurs, terrasses et allées ;
- soit un mortier fin pigmenté rapporté sur une dalle ou une chape plus souvent ou encore du carrelage comme revêtement de finition. Le plus souvent par sa finesse ce dernier se retrouve en intérieur en sol, pièce d'eau et cuisine.

Il est à noter aussi que le liant du béton ciré est obligatoirement du ciment ou un assemblage de ciments.
Ainsi les liants de type résine en forte proportion voire purs ne peuvent donner qu'abusivement le terme de béton ciré. D'ailleurs un DTU spécifique pour les sols en résine existe et n'est pas comparable dans sa mise en œuvre, ses comportements au béton ciré. Les entreprises de ce secteur ont un syndicat propre et une organisation de mise en œuvre propre.
Le succès d'estime que rencontre aujourd'hui le béton ciré est largement dû à son image haut de gamme et underground hérité directement de son utilisation par une élite d'artistes et de décorateurs dans les lofts des années 1980. Il est aussi le fait d'architectes pour qui le béton fut toujours considéré comme un matériau noble et propre à jouer un usage décoratif autant que structurel.
Citons Antoni Gaudi, Le Corbusier, Jean Nouvel, et plus récemment Alberto Pinto, Jean-Michel Wilmotte et Rudy Ricciotti.

## Technique récente
Face à la demande croissante et aux problématiques posées par les chantiers de rénovation où les hauteurs de réservation ne permettent pas la mise en œuvre de béton sous forme de dalles (10 à 20 cm d'épaisseur), les industriels ont mis au point des techniques en très faible épaisseur destinées à reproduire le rendu esthétique des sols industriels en béton (2 à 10 mm). 
Ces enduits coulés ou lissés font l'objet de système de préparation spécifiques des supports et de techniques de traitement de protection afin de permettre leur entretien et améliorer leur résistance aux agents chimiques courant dans l'usage domestique ou commercial.
Enfin des colorations de surfaces peuvent renforcer ou se substituer à la coloration de masse et apparaissent aussi les effets esthétiques (translucide, acidifié, etc.) ou encore des motifs personnalisés.
Le béton ciré peut recevoir diverses finitions pour atténuer ou accentuer les aspects de surface, pour donner un aspect plus agréable au touché, mais aussi pour le rendre étanche ou facilement lessivable avec l'emploi de diverses résines. On peut employer des résines epoxy bi-composante en phase aqueuse (produit grand public), des résines epoxy , des bouches pores, des solutions hydrofuges.

## Définitions
Parmi ces différentes techniques récentes de béton ciré, il faut distinguer plusieurs types de produits :
- Le béton ciré millimétrique lissé

Ils se trouvent sous plusieurs appellations: béton lissé, mortier fin lissé, béton spatulé, micro béton, micro ciment ... Ils sont d'une consistance pâteuse et s'appliquent ou se lissent à l'aide d'une spatule (ou lisseuse) en inox. Ils s'appliquent en faible épaisseur, la plupart du temps en deux couches d'un à deux millimètres chacune. Il s'agit d'un mortier fin présenté sous la forme d'un bi-composant. D'un côté, on retrouve une poudre constituée de quartz, calcaire, ciment blanc ou gris, de pigments et de l'autre d'eau et d'adjuvants facilitant l’adhérence, retardant la prise ou encore améliorant l'imperméabilité.
De consistance thixotrope (une fois assemblé, il se présente sous la forme d'une pâte) il peut être appliqué sur tous types de supports horizontaux ou verticaux. 
En plus de ses qualités sur support neuf, cette solution est idéale en rénovation de sol et murs sur carrelage
En revanche, on s'assurera au préalable que le support soit sain et stable. Ainsi, il permet de rénover facilement toutes les pièces de la maison, les sols, les murs, les pièces d'eau, les douches et les plans de travail. Cependant, selon la nature de la réalisation, il conviendra de préparer les supports selon les exigences spécifiques et de finaliser la réalisation avec un vernis de protection ou/et une cire adaptés à chaque usage. Il s'utilise également en extérieur sous certaines conditions de lissage et avec des protections adaptées.
- Le béton ciré autolissant ou béton ciré coulé

Il s'agit d'un mortier plus liquide que l'on coule sur le sol (surfaces horizontales exclusivement) dans une épaisseur de 5 millimètres généralement. Il n'est pas à confondre avec une dalle (12 cm minimum). La technique d'application est proche de celle d'un ragréage, mais en y apportant beaucoup de soin. En effet, il s'agit là d'un revêtement final qui doit être d'une uniformité de couleurs optimale et exempt de bulles, de grumeaux. Au premier abord, son application peut sembler plus simple, mais pour être réalisé parfaitement, il demande beaucoup de rigueur et de discipline puisqu'il est réalisé en une seule coulée sans possibilité de reprise.
Il est à noter que la préparation du support est déterminante pour assurer l'adhérence au support et empêcher la liaison avec les murs et points durs.
Plus fermé que le béton ciré lissé, il nécessite le même soin dans sa protection par des vernis et/ou cires.
- Le béton marbré

Il s'agit d'une coloration en surface obtenue par l'application d'une solution liquide acide. Cette technique est utilisée depuis longtemps aux États-Unis (coloration par oxydation liée à la réaction des acides avec les composants du ciment de Portland). Aujourd'hui, en Europe, pour des raisons environnementales, on lui préfère les lasures ou imprégnations béton.
Cette lasure s'applique sur tous les matériaux poreux: chape béton, chape ciment, chape anhydrite, ou ragréages. Différentes techniques d'application sont possibles pour créer différents effets marbrés: pulvérisateur, brosse, spalter, pistolet, gant, etc.
- Le béton imprimé

Cette technique consiste à appliquer une empreinte souple sur un béton encore frais. Elle permet de reproduire, sur de grandes surfaces, tous types de matériaux tels que du bois, de la roche, des pavés, du carrelage, de l'ardoise, etc. L'application des empreintes se réalise en même temps que le coulage de la chape, ce qui permet d'obtenir en une seule étape un revêtement définitif avec un gain de temps et à un coût très intéressant. Les couleurs sont obtenues par le saupoudrage en surface de durcisseurs colorés spécifiques à cette technique (différents de ceux utilisés pour la technique dite « à l'hélicoptère » présentée ci-dessus). Afin d'éviter l'adhérence des empreintes, et  après application  et lissage des durcisseurs colorés, un démoulant coloré sera poudré à la brosse avant impression. Le lendemain, un nettoyage haute pression permettra d'éliminer en grande partie le démoulant. Sa couleur restera néanmoins dans les aspérités afin de donner un aspect vieilli à la réalisation. Une protection béton pour l'extérieur sera ensuite appliquée pour une meilleure longévité. Le béton imprimé décoratif est une technique qui est durable et revient moins cher que les supports classiques comme les dallages. 
- Le béton matricé

La technique consiste à appliquer une trame en carton plastifié, sorte de pochoir géant, sur un béton encore frais. Une fois la matrice positionnée avec précaution, des durcisseurs colorés seront ensuite poudrés sur cette trame. Un lissage approprié avec une grande lisseuse permettra d'obtenir un décor bien lisse. Passer cette étape de lissage, donnera au contraire un revêtement parfaitement antidérapant. Après quelques heures de séchage, le trame sera retiré méticuleusement. Le lendemain, un brossage de la surface permettra d'éliminer les particules amovibles et de parfaire le travail. Un vernis de protection pour l'extérieur permettra de protéger la réalisation.
- Le béton quartz(é)

Ce sol en béton ciré est issu des techniques de sols industriels et obtenu par le dressage frais sur frais d'une chape refluée à base de minéraux durs et de ciment, pigmenté ou non, ou rapporté ultérieurement (enduit dressé ou coulé) sur dallage, plancher en béton ou tout autre support admissible, et traitée par application d'une protection de surface.
Il doit correspondre au DTU des dalles tel que modifié.
- Le béton ciré à l'argile

Le béton ciré à l'argile est un enduit naturel décoratif qui s'applique sur tout type de surface (carrelage, béton, bois, chape sèche, mélaniné, etc). Il peut recouvrir sol,  mur (intérieur ou extérieur),  mobilier et plan de travail. Cet enduit à base d'argile et de roche sédimentaire a la particularité d'être très résistant. L'un des avantages de cet enduit naturel est l'application facile. Les kits béton ciré complets avec primer et protection sont fournis avec un mode d'emploi détaillant chaque étape. Un autre avantage essentielest sa capacité à ne pas se fissurer et sa résistance à un usage intensif.          
- Le béton ciré à la chaux

Le béton ciré à la chaux est un enduit naturel à base de chaux. Spécialement conçu pour les revêtements de sols, de murs, les salles de bain et les douches à l'italienne, il convient aux pièces humides. Les avantages sont une application facile, une grande résistance ainsi que la possibilité d'avoir plusieurs effets de texture et de couleurs.                                                                                                                               

### Inconvénients du béton ciré
- Terme très générique regroupant les dalles et les bétons cirés millimétriques fins
- Forte dépendance à la qualité des entreprises de pose dont il convient de vérifier les références et compétences
- Peu de fabricants ont la capacité de proposer un système complet et contrôlé
- Peu diffusé encore
- Cadre réglementaire des dallages pas souvent respecté
- Cadre réglementaire des bétons cirés millimétriques en cours

### Avantages du béton ciré
- Décoration contemporaine
- Pas ou peu de joints
- Excellente adhésion aux surfaces
- Grande résistance au trafic, idéal en habitation, bureaux et commerces
- Faible épaisseur pour les revêtements millimétriques
- Nombreuses couleurs durables si minérales
- Bonne résistance aux rayons UV et aux perturbations climatiques
- Faible impact sur l'environnement.